# Françoise Sagan

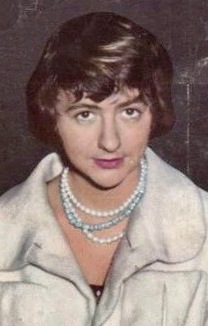
Françoise Sagan, 1960

Françoise Sagan (eigentlich Françoise Marie Anne Quoirez; * 21. Juni 1935 in Cajarc, Département Lot; † 24. September 2004 in Honfleur, Département Calvados) war eine französische Schriftstellerin. Seit ihrem Debütroman Bonjour tristesse, der 1954 veröffentlicht wurde, war Sagan über viele Jahre Frankreichs erfolgreichste Bestseller-Autorin. Mehrere ihrer Romane wurden verfilmt. Ihr Pseudonym bezieht sich auf die Prinzessin von Sagan, eine Romanfigur von Marcel Proust.

## Herkunft
Françoise Quoirez war eine Tochter einer wohlhabenden südfranzösischen Industriellenfamilie. Sie hatte zwei ältere Geschwister. Das Pseudonym „Sagan“ nahm die junge Autorin auf Wunsch ihrer Eltern an, da diese mit ihrem schriftstellerischen Schaffen nicht in Verbindung gebracht werden wollten.

## Literarisches Schaffen
Bekannt wurde Sagan bereits mit ihrem ersten Buch, Bonjour tristesse, das sie im Alter von 17 Jahren in nur sieben Wochen verfasste, nachdem sie nicht zum Literaturstudium an der Pariser Sorbonne zugelassen worden war. Veröffentlicht wurde der Roman im Jahr 1954. Er handelt von einer 17-Jährigen, die in den Sommerferien am Mittelmeer zwei Geliebte ihres Vaters aus dessen Leben drängt, und löste durch offenherzige Schilderungen einen Skandal aus. Der Schriftsteller und Träger des Nobelpreises für Literatur François Mauriac würdigte Sagan: „Le talent de la terrible fille n’est pas discutable.“ („Das Talent dieses schrecklichen Mädchens steht außer Frage.“) Der Vatikan hingegen setzte ihren Roman auf den Index der verbotenen Bücher. In fünf Jahren wurden weltweit vier Millionen Exemplare auf Französisch und in Übersetzungen in 21 Sprachen verkauft. Das Buch wurde mit dem Prix des Critiques ausgezeichnet.
Sagans Gesamtwerk umfasst mehr als 40 Romane und Theaterstücke, darunter Aimez-vous Brahms? („Lieben Sie Brahms...“, 1959; verfilmt 1961 von Regisseur Anatole Litvak mit Ingrid Bergman in der weiblichen Hauptrolle und Anthony Perkins und Yves Montand als ihre Geliebten), Les Merveilleux Nuages („Die wunderbaren Wolken“, 1961), Un orage immobile („Ein stehendes Gewitter“, 1989), Les Faux-Fuyants (1991) und Le Miroir égaré („Der irrende Spiegel“, 1996). Zu ihren zehn Theaterstücken zählen Château en Suède („Ein Schloss in Schweden“, 1960; von Regisseur Roger Vadim 1964 verfilmt mit Curd Jürgens, Françoise Hardy, Jean-Louis Trintignant, Jean-Claude Brialy, Suzanne Flon und Monica Vitti), Les Violons parfois (1961), La Robe mauve de Valentine (1963), Bonheur, impair et passe (1964) und Le Cheval évanoui (1966). 1987 veröffentlichte sie eine Biographie der Schauspielerin Sarah Bernhardt. Sie schrieb auch die Dialoge für Claude Chabrols Film Der Frauenmörder von Paris (1963). Bestseller in der Bundesrepublik Deutschland waren neben Bonjour Tristesse die Romane La garde du coeur („Der Wächter des Herzens“, 1968) und Un peu de soleil dans l’eau froide („Ein bisschen Sonne im kalten Wasser“, 1969).
Ihre Memoiren publizierte Sagan 1984 (Avec mon meilleur souvenir, darin enthalten sind Porträts von Billie Holiday, Tennessee Williams, Orson Welles, Rudolf Nurejew und Jean-Paul Sartre) und 1993 (… et toute ma sympathie). Ihre Medikamentensucht, die auf einen schweren Autounfall im Jahr 1957 und die anschließende ärztliche Behandlung zurückging, verarbeitete sie 1964 in Toxique, das 2017 in deutscher Übersetzung neu herausgegeben wurde.

## Privates
Sagan, die seit ihrem ersten Bestseller als öffentliche Person und Teil des französischen Jetsets wahrgenommen wurde, war in erster Ehe mit dem Verleger Guy Schoeller und nach der Scheidung von ihm mit dem Bildhauer Robert Westhoff verheiratet. Mit diesem hatte sie einen Sohn. Die Ehe wurde geschieden. Gute Kontakte pflegte sie zu dem sozialistischen Politiker und französischen Staatspräsidenten François Mitterrand, freundschaftlich verbunden war sie den Sängern Juliette Gréco und Johnny Hallyday, für die sie Liedtexte schrieb. Ihre Lebensgefährtin war von den frühen 1970er Jahren an die frühere Ehefrau des Schauspielers Claude Brasseur, die Modejournalistin und Redakteurin der Zeitschrift Elle, Peggy Roche. Von Mitte der 1980er Jahre bis zu ihrem Tod lebte Sagan mit der Milliardärsgattin Ingrid Méchoulam zusammen.
In den 1990er Jahren wurde Sagan mehrmals wegen Drogen- und Steuerdelikten zu Bewährungs- und Geldstrafen verurteilt. Zuletzt erhielt sie 2002 eine Bewährungsstrafe, weil sie vier Millionen Franc (ca. 830.000 Euro), ein von einem Strohmann des Konzerns Elf Aquitaine gezahltes Beraterhonorar, nicht versteuert hatte. Dieser hatte Sagan überredet, ihre privaten Kontakte zu François Mitterrand zu nutzen, um Erdölgeschäfte mit dem usbekischen Präsidenten Islam Karimow zu befördern. Die französischen Steuerbehörden beschlagnahmten später Sagans Tantiemenkonten. Neben Verfügungsrechten über ihr literarisches Werk hinterließ Sagan ihren Erben Schulden in Höhe von 1,5 Millionen Euro, die durch den Erlös von Neuausgaben ihrer Werke beglichen werden sollen. Auch auf Deutsch erschienen seither einige Neuausgaben.
Im Jahr 2009 erschien ein Kinofilm mit dem Titel Bonjour Sagan mit Sylvie Testud in der Titelrolle, der Sagans Leben biographisch darstellt. Dies war die gekürzte Version eines insgesamt dreistündigen TV-Zweiteilers, der auf arte gezeigt wurde.

## Werke (Auswahl)
Autobiografisches
- Toxique. Paris 1964.
  - Deutsch: Gift. Ullstein, Frankfurt am Main 1966 (übersetzt von Helga Treichl, illustriert von Bernard Buffet)
  - Deutsch: Ich glaube, ich liebe niemanden mehr. Anaconda, Köln 2017, ISBN 978-3-7306-0467-0. (übersetzt von Waltraud Schwarze, illustriert von Bernard Buffet)
- Avec mon meilleur souvenir. Paris 1985.
  - Deutsch: Das Lächeln der Vergangenheit. Erinnerungen. Aufbau Verlag, Berlin 1990, ISBN 3-351-01602-6. (übersetzt von Hermann Stiehl).[6]
- Derrière l'épaule. Paris 1998.
  - Deutsch: Mein Blick zurück. Erinnerungen. Ullstein, München 2000, ISBN 3-550-08314-9 (übersetzt von Claudia Feldmann)[7]

Biografie
- Sarah Bernhardt. Le rire incassable. Robert Laffont, Paris 1987.
  - Deutsch: Die Lust zu Leben. Sarah Bernhardt. Ullstein, Frankfurt am Main 1991, ISBN 3-548-22666-3 (übersetzt von Giò Waeckerlin-Iduni)

Novellen und Erzählungen
- Des yeux de soie et autres nouvelles. Paris 1971.
  - Deutsch: Augen wie Seide. Erzählungen. Bastei-Verlag Lübbe, Rastatt 1997, ISBN 3-404-12662-9 (übersetzt von Margaret Carroux)
  - Des yeux de soie et autres nouvelles/Augen wie Seide (= dtv zweisprachig. 9284). Dtv, München 1991, ISBN 3-423-09284-X (Gekürzt)

Romane
- Bonjour tristesse. Paris 1954 (EA)
  - Deutsch: Bonjour tristesse. Ullstein, Berlin 2010, ISBN 978-3-548-26277-2 (EA Frankfurt am Main 1957; übersetzt von Helga Treichl)
- Un certain sourire. Quatre nouvelles. Paris 1955.
  - Deutsch: ... ein gewisses Lächeln. Klaus Wagenbach, Berlin 2017, ISBN 978-3-8031-2775-4 (EA Wien 1956, übersetzt von Helga Treichl)
- Dans un mois, dans un an. Paris 1956.
  - Deutsch: In einem Monat, in einem Jahr. Verlag Eder & Bach, München 2015, ISBN 978-3-945386-11-8. (übersetzt von Helga Treichl)
- Blanche et Ophélie. Paris 1957.
  - Deutsch: Blanche und Ophelia.
- Aimez-vous Brahms? Paris 1959.
  - Deutsch: Lieben Sie Brahms... Klaus Wagenbach, Berlin 2018, ISBN 978-3-8031-2797-6. (übersetzt von Helga Treichl)
- Les merveilleux nuages. Paris 1961.
  - Deutsch: Die wunderbaren Wolken. Ullstein, Frankfurt am Main 1974 (übersetzt von Helga Treichl).
- Chamade. René Julliard, Paris 1965.
  - Deutsch: Chamade. Moewig Verlag, Rastatt 1986, ISBN 3-8118-2396-5 (übersetzt von Elisabeth Schneider)
- La garde du coeur. Paris 1968.
  - Deutsch: Der Wächter des Herzens. Moewig-Verlag, Rastatt 1987, ISBN 3-8118-2413-9 (übersetzt von Jeanette Frank)
- Un peu de soleil dans l’eau froide.
  - Deutsch: Ein bisschen Sonne im kalten Wasser. btb Verlag, München 2016, ISBN 978-3-442-74911-9 (übersetzt von Sophia Sonntag)
- Des bleus à l’ame.
  - Deutsch: Blaue Flecken auf der Seele. Bastei-Verlag Lübbe, Bergisch Gladbach 1996, ISBN 3-404-12589-4 (übersetzt von Eva Brückner-Pfaffenberger)
- Un profil perdu. Paris 1974.
  - Deutsch: Ein verlorenes Profil. Moewig-Verlag, Rastatt 1990, ISBN 3-8118-2738-3 (übersetzt von Margaret Carroux)
- Le Lit défait. Paris 1977.
  - Deutsch: Edouard und Beatrice. Moewig-Verlag, Rastatt 1981, ISBN 3-8118-2128-8. (übersetzt von Margaret Carroux)
- Le chien couchant. Paris 1979.
  - Deutsch: Ein Traum vom Senegal. Ullstein, Berlin 1981, ISBN 3-550-06353-9. (übersetzt von Ulrich Friedrich Müller)
- La femme fardée. Paris 1985.
  - Deutsch: Willkommen Zärtlichkeit. Goldmann, München 1987, ISBN 3-442-06772-3 (übersetzt von Wolfram Schäfer)
- De guerre lasse. Paris 1985.
  - Deutsch: Brennender Sommer. Aufbau-Verlag, Berlin 1989, ISBN 3-351-01380-9 (übersetzt von Hermann Stiehl)
- Un sang d’aquarelle. Roman. Gallimard, Paris 1987, ISBN 2-07-070769-5.
- La laisse.
  - Deutsch: Die seidene Fessel. Rowohlt, Reinbek 1993, ISBN 3-499-13155-2 (übersetzt von Asma Semler)
- Les faux-fuyants.
  - Deutsch: Die Landpartie. Roman. Econ-Verlag, Düsseldorf 1992, ISBN 3-430-17894-0 (übersetzt von Sylvia Antz)
- Un chagrin de passage. Paris 1994.
  - Deutsch: Und mitten ins Herz. Bastei-Verlag Lübbe, Bergisch Gladbach 2000, ISBN 3-404-14287-X (übersetzt von Kirsten Ruhland-Stephan)
- Les Quatre coins du coeur. Plon, Paris 2019.
  - Deutsch: Die dunklen Winkel des Herzens. Ullstein, Berlin 2019, ISBN 978-3-550-20091-5 (übersetzt von Waltraud Schwarze und Amelie Thoma)

Theater
- Château en Suède. Paris 1960.
  - Deutsch: Ein Schloß in Schweden. Komödie in vier Akten. Ullstein, Berlin 1961 (übersetzt von Helga Treichl und Maria Dessauer)

## Filmografie (Auswahl)
Vorlage
- 1958: Bonjour Tristesse
- 1958: Ein gewisses Lächeln (A Certain Smile)
- 1960: Die Beute des Schattens (La proie pour l’ombre)
- 1961: Lieben Sie Brahms? (Goodbye Again)
- 1968: La Chamade – Herzklopfen (La chamade)
- 1977: Russisches Dreieck (Bonheur, impair et passe)
- 1987: Brennender Sommer (De guerre lasse)
- 2008: Ein Schloss in Schweden (Château en Suède)
- 2024: Bonjour Tristesse

Drehbuch
- 1962: Der Frauenmörder von Paris (Landru)

## Deutschsprachige Hörspiele
- 1975: Valentine – Regie: Ferry Bauer (ORF Oberösterreich)
- 1980: Die Gewalt der Liebe – Bearbeitung: Marieluise Bonaparte, Regie: Götz Fritsch (ORF Wien)
- 2022: Bonjour Tristesse – Bearbeitung und Regie: Ulrich Lampen (HR)

Quellen: OE1- und ARD-Hörspieldatenbank

## Notizen
1. ↑  Diesen Titel trug das Haus Talleyrand-Périgord seit Mitte des 19. Jh. durch Heirat; siehe auch Marcel Prousts tragischer Lebenslauf auf projekt-gutenberg.org
2. ↑  Françoise Sagan wird geboren "Bonjour tristesse" auf br-klassik.de, abgerufen am 8. April 2024.
3. ↑  https://www.lexpress.fr/culture/livre/francoise-sagan-dernieres-revelations_813581.html, abgerufen am 8. April 2024
4. ↑  https://www.parismatch.com/Culture/Livres/Ingrid-Mechoulam-l-ultime-bonheur-de-Francoise-Sagan-1649426, abgerufen am 8. April 2024.
5. ↑  https://www.welt.de/print/die_welt/kultur/article13599252/Der-Kampf-um-das-Erbe-von-Francoise-Sagan.html, abgerufen am 8. April 2024.
6. ↑  Sibylle Zehle: Die fabelhafte Welt der Treichls. In: Manager Magazin. 19. Juni 2017 (Zu Helga Treichls Familie).
7. ↑  Claudia Feldmann in der Übersetzer-Datenbank des VdÜ, 2019.

| Personendaten    | Personendaten                               |
| ---------------- | ------------------------------------------- |
| NAME             | Sagan, Françoise                            |
| ALTERNATIVNAMEN  | Quoirez, Françoise Marie Anne (Geburtsname) |
| KURZBESCHREIBUNG | französische Schriftstellerin               |
| GEBURTSDATUM     | 21. Juni 1935                               |
| GEBURTSORT       | Cajarc                                      |
| STERBEDATUM      | 24. September 2004                          |
| STERBEORT        | Honfleur                                    |